# Halima Abubakar
Halima Abubakar es una actriz nigeriana. En 2011, ganó el premio Afro Hollywood como Mejor Actriz.

## Biografía
Abubakar nació el 12 de junio de 1985 en el Estado de Kano, pero es una descendiente del Estado de Kogi. Asistió a la escuela primaria Ideal en Kano luego estudió Sociología en la Universidad Bayero, Kano. 

## Carrera profesional
Comenzó a actuar en 2001 cuando interpretó un papel menor en Rejected. Su primer protagónico fue en Gangster Paradise.  Además de actuar, es directora ejecutiva de Modehouse Entertainment, un sello discográfico y empresa de gestión de entretenimiento.

## Filmografía
- Slip of Fate
- Tears of a Child
- Secret Shadows
- Gangster Paradise
- Area Mama
- Men in Love[9]
- Love Castle[10]

## Vida personal
En octubre de 2018, reveló a través de sus redes sociales que todavía era virgen, provocando comentarios a favor y en contra.